# Палац Фонтенбло
Пала́ц Фонтенбло́ (фр. Château de Fontainebleau — шато блакитного водограю) — резиденція-шато королів Франції, що віддалена від Парижа приблизно на 55 кілометрів на південний схід. З часом тут виникло містечко Фонтенбло.

## Історія

### Період з XII по XV століття
Ліс Фонтенбло здавна був мисливським угіддям королів Франції. Невеличкий мисливський замок побудували тут ще у XII столітті для короля Луї VI. Тут було джерело води, де вельможні особи поїли спраглих коней. Назва місцини пішла він назви джерела. Замок розширяли й добудовували королі:
- Луї Святий
- Філіп Август
- Філіп Красивий

Тісно пов'язаний з королями Франції та королівськими родинами, замок почав змінюватись разом зі змінами смаків королівських осіб.

### Фонтенбло і ФранцискI
Сучасна кам'яна споруда виникла на місті попередніх в часи правління Франциска I (Франсуа I) (1515—1547), тобто в XVI столітті. Стабільність держави дозволила королю не закладати фортеці в Фонтенбло, що стало першою королівською резиденцією в Європі без оборонно-фортечних споруд. Знайомство з досягненнями культури та будівництва Італії доби Відродження в часи Італійських воєн дала змогу королю запросити на роботи в резиденції майстрів-італійців. Бо вельможі та король були шоковані красою палаців і ренесансних садів в Італії та забажали хоч щось перенести на батьківщину.
У Фонтенбло працювали архітектори 
- Віньола
- Себастьяно Серліо,
- скульптор Челліні,
- художники Приматіччо,
- Россо Фьорентино та ін.

Виникла особлива художня школа Фонтенбло, що обслуговувала королівський двір і твори якої несли ознаки маньєризму.Вважають, що саме звідси після Італії маньєризм розповсюдився по країнах Західної Європи.

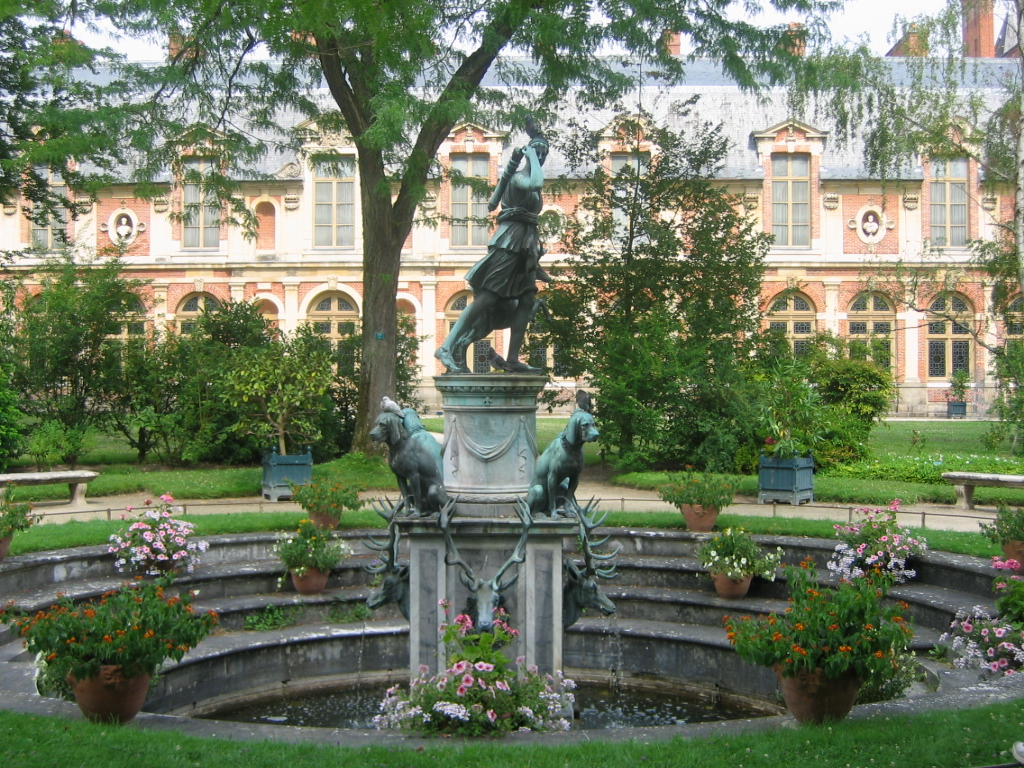
Фонтан Діани

У 1528 р. за наказом Франциска I архітектор Жиль Лебретон будує нові корпуси палацу на місці зруйнованих середньовічних. Ці будівлі були розташовані навколо так званого Овального двору. Жиль Лебретон поєднав нові споруди з донжоном XII ст., вибудував і Галерею Франциска I. ЇЇ фасади виходили на двір Джерела і двір Діани (там стояла скульптура богині, покровительки полювань, і насадили квітники.
Фонтенбло часто добудовували та перебудовували. В часи правління Генріха II й Катерини Медичі тут працював видатний архітектор Франції доби Відродження Філібер Делорм.

### Майстерні Фонтенбло
Для обслуговування королівського двору виникає декілька майстерень з виготовлення скульптур, портретів, килимів, гравюр на міді, з виготовлення коштовного посуду і ювелірних речей. Скульптури з Фонтенбло були добре відомі завдяки великій кількості копій і реплік з бронзи та теракоти. Свій попит мали й килими мануфактури Фонтенбло, бо мали різні сюжети. Тільки від гравера Рене Буайє, що фіксував стінописи художника-італійця Россо, дійшло 240 аркушів гравюр. Коштовний посуд майстерень Фонтенбло розійшовся по світу і є навіть в музеях Москви.

### Фонтенбло і ЛюдовикXIV

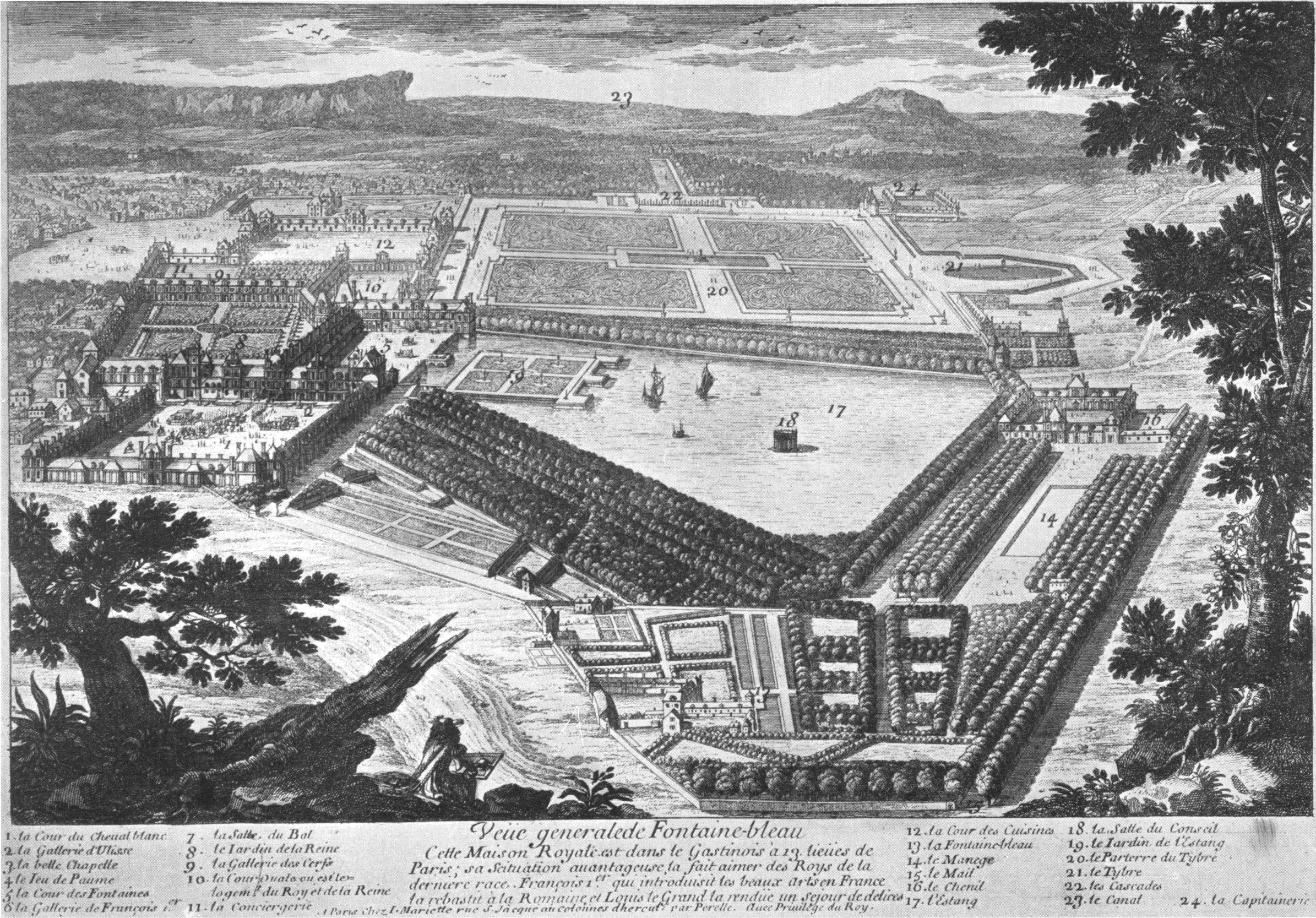
Палац і парк Фонтенбло на гравюрі 17 століття.

Король Людовик XIV покинув Фонтенбло і Париж заради нової резиденції у Версалі. Але він приїздив сюди на полювання і зупинявся в замку. Звиклий до розкоші, він наказав наново декорувати свої апартаменти та апартаменти тодішньої дружини — мадам де Ментенон. Саме в її апартаментах відбувались театральні вистави, а король мав звичку приймати там міністрів. Старі хороми були красивими, але незатишними. Мадам де Ментенон, жінка з сильним характером, страждала від галасу і незручних апартаментів. І скаржилася, що дивувало придворних і ті зафіксували її слова :
| В замку Фонтенбло у мене красиві апартаменти, але холодні, коли холодно і душні, коли спека. Вікна, висота яких дорівнює висоті великих аркад, не мають навіть ставень, бо ж це порушує симетрію ! Ми загинемо заради симетрії... |
Перебудови здійснили й в саду бароко Додали нові ділянки, зробили каскад і фонтани. Партер (сад) мав боскети з підстриженого самшиту. На місті була ще й гіпсова скульптура — алегорія річки Тибр, що привіз з Італії ще Приматіччо. Все це загине під час перебудов, які тут робитимуть і надалі.

### Фонтенбло і ЛюдовикXV

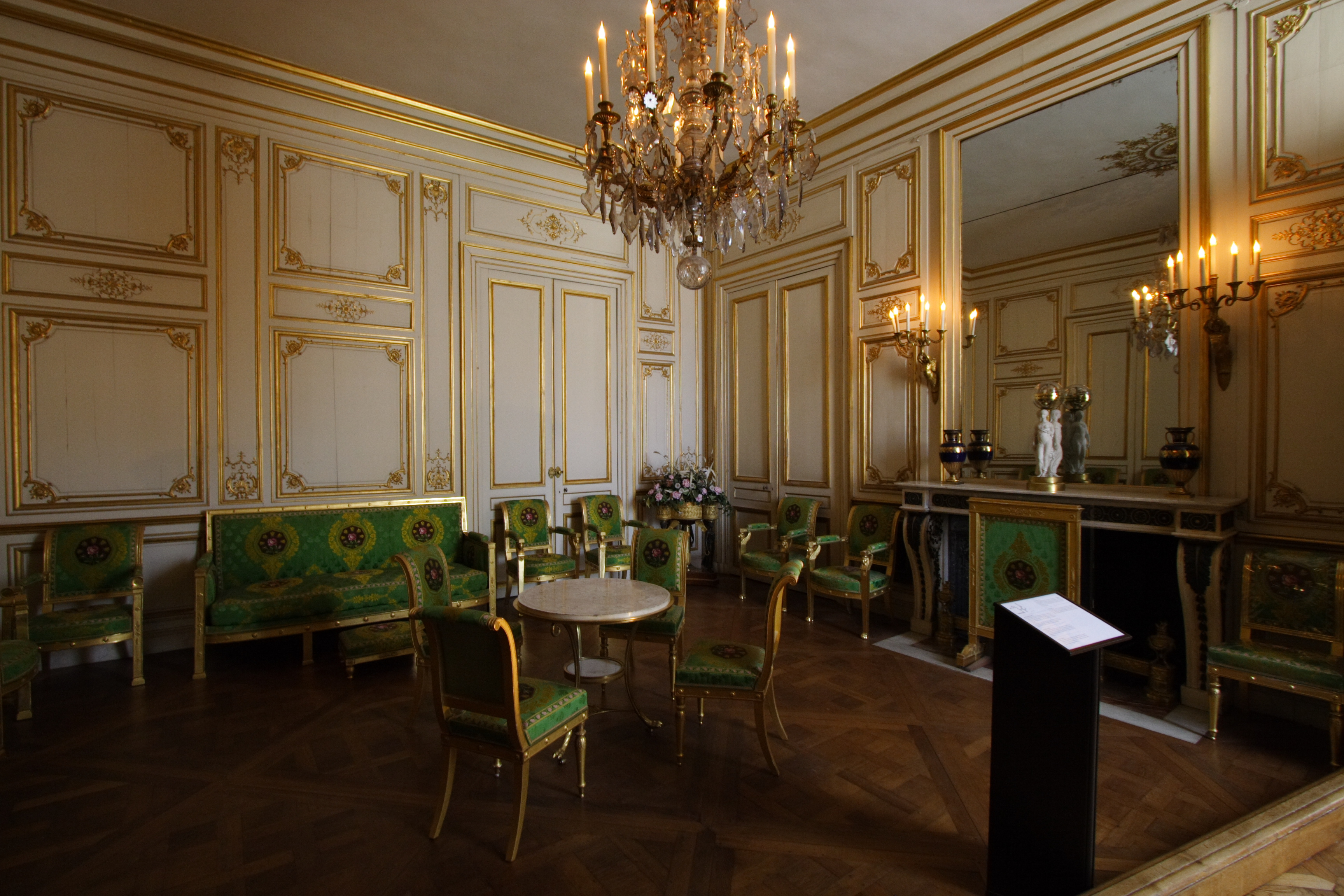
Біла зала, 1730 р.

Людовик XV, одружений з Марією Лещінською, мав велику родину. Він часто навідувався в Фонтенбло, бо полювання було головною розвагою і короля, і королеви. Велика родина, де були й близнюки, потребувала (за думкою короля) і перебудов старого палацу. Саме тоді й зруйновано давні корпуси та вибудували нові. Зруйнували й Галерею Улісса 16 століття зі стінописами Франческо Приматіччо і Нікколо дель Аббате. На її місці архітектор Габріель вибудував нове крило з павільйоном, де були апартаменти Марії Лещінської. Був наново декорований і кабінет Рад (художник Франсуа Буше з помічниками К. Ванло та Ж. Б. П'єром).

### Фонтенбло і Французька революція 1789-1793рр.

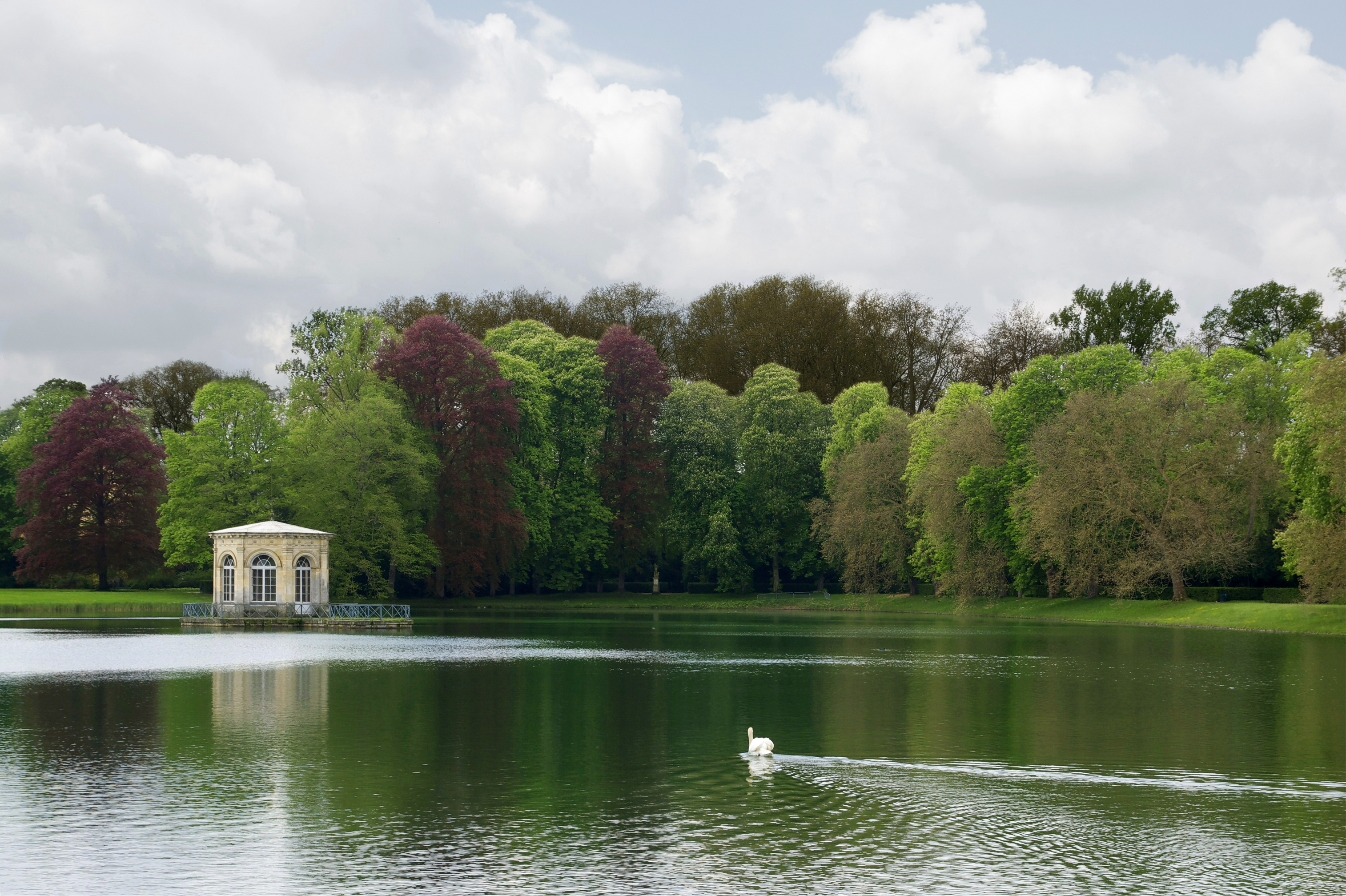
Ставок коропів та восьмикутний павільйон в парку палацу

Революція не зупинялася перед стратою живих аристократів, руйнацією стародавніх соборів, винищенню уславлених французьких вітражів, поховань аристократів тощо. Знаючи про це, знайшлися люди, що охороняли Фонтенбло від руйнацій, саме завдяки яким, замок пройшов через роки зневаги та плюндрування.
У Фонтенбло перебували вояки французької Національної гвардії. Їх змінили 20 000 германських офіцерів і солдат. В колишніх королівських стайнях стояло 3000 коней, яких доглядала 1000 конюхів. Замкові зали відвели під шпиталь з пораненими та вмираючими, а підвали використовували як в'язницю.
В гарячкуваті голови революціонерів приходили божевільні ідеї зруйнувати замок і побудувати тут — фабрику пороху. Замок врятував проєкт розміщення тут Центральної школи. Аби привабити учнів і викладачів, рекламували красу замку, житло для викладачів в королівських апартаментах, земельні ділянки на місті регулярних садів і партерів, вільні місця для гімнастичних вправ. Школу відкрили, але вона швидко зникла разом з кінцем революції й поверненням здорового глузду.

### Контрреволюція Наполеона Бонапарта
Лише Наполеон Бонапарт, що всіляко підтримував свою спадковість королівської влади Франції, повернув палацу Фонтенбло минулий блиск і значення владної резиденції. Зовнішні фасади не міняли. Але інтер'єри оздобили в новому стилі ампір. Він наказав обладнати тут свою Тронну залу, бібліотеку, спальню, кабінет. Бажання мати королівське оточення спонукало Наполеона до наказу розшукати й викупити навіть давні королівські меблі, що встигли вивезти з палацу.
Композитор Бетховен, почувши про проголошення Наполеона імператором, обурено вигукнув : «Так він же — як всі тирани!»
Саме в Фонтенбло у 1814 р. під тиском своїх маршалів Наполеон підписав зречення він престолу і своє, і всіх своїх нащадків. Звідси він і відбув на заслання на острів Ельба, що належав англійцям. В Європі не хотіли повернення військових авантюр колишнього імператора.

### Реставрації
Вже в XIX столітті була спроба відновити апартаменти, сплюндровані при Наполеоні. Королівська резиденція перестала використовуватись як резиденція в 1868 р.
З 1919 року тут музей, а замок відкрили для відвідин.
В 1960 р. нова реставрація, коли розчистили від олійних фарб фрески Россо Фьорентіно і Франческо Приматіччо.

## Галерея

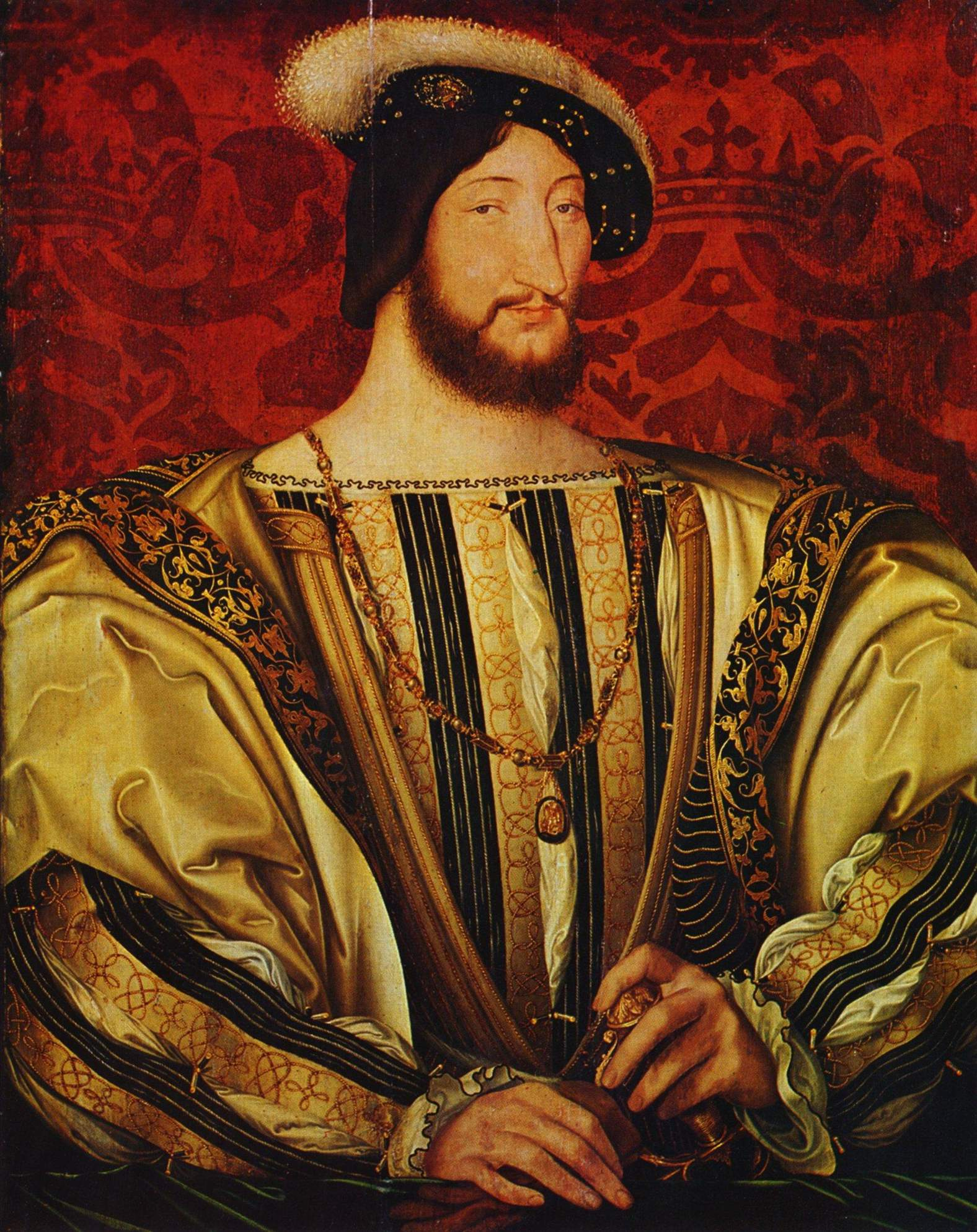
Художник Жан Клуе,король Франциск I, 1525 р.
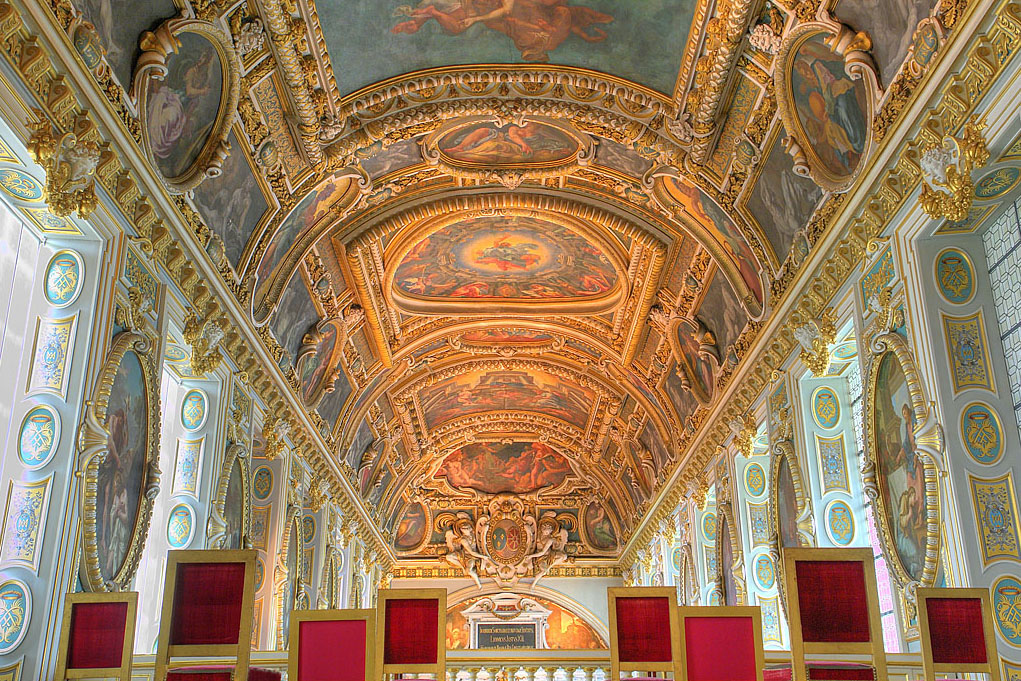
Королівська капелла в Фонтенбло.
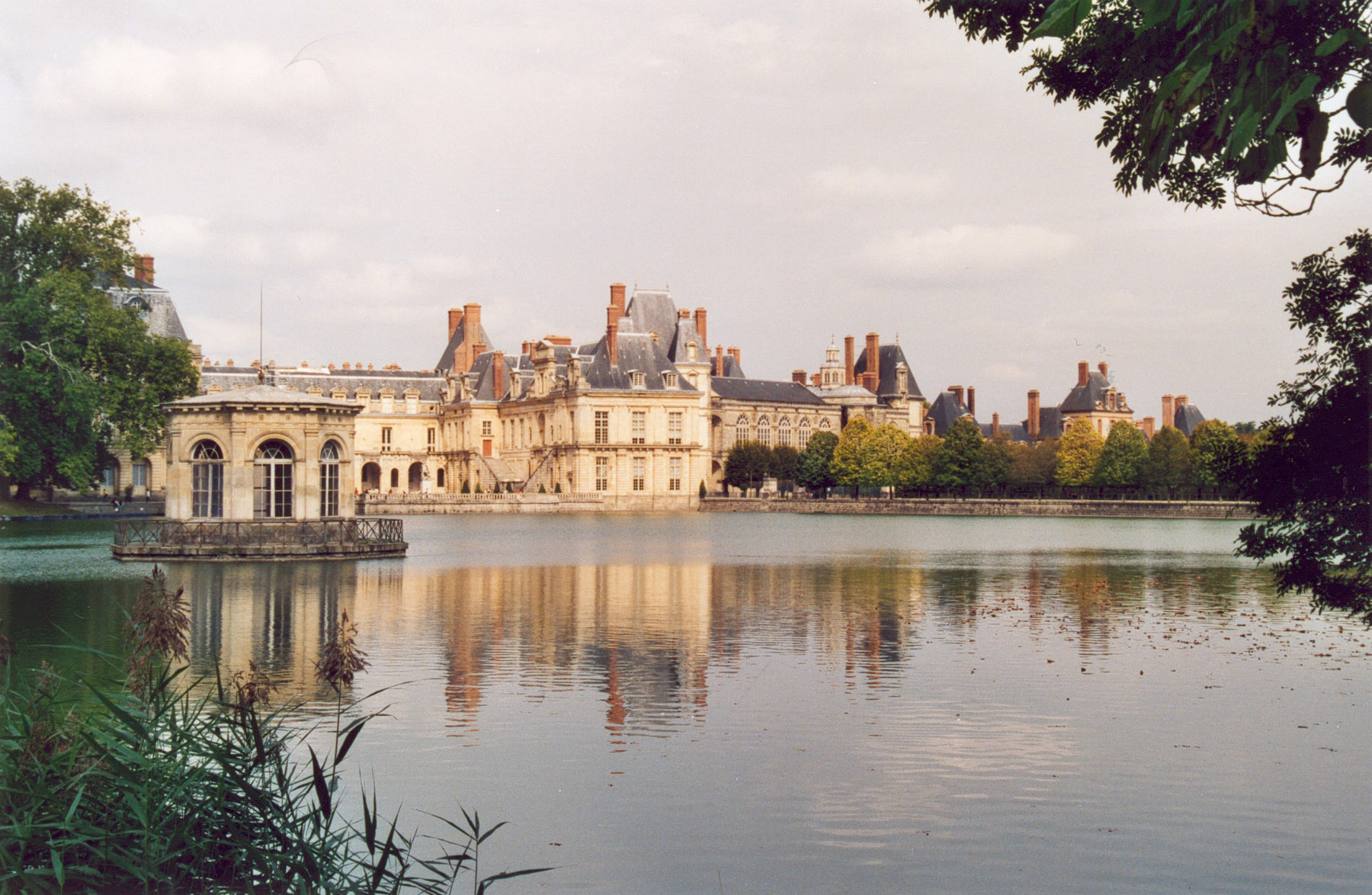
Парковий фасад палацу Фонтенбло
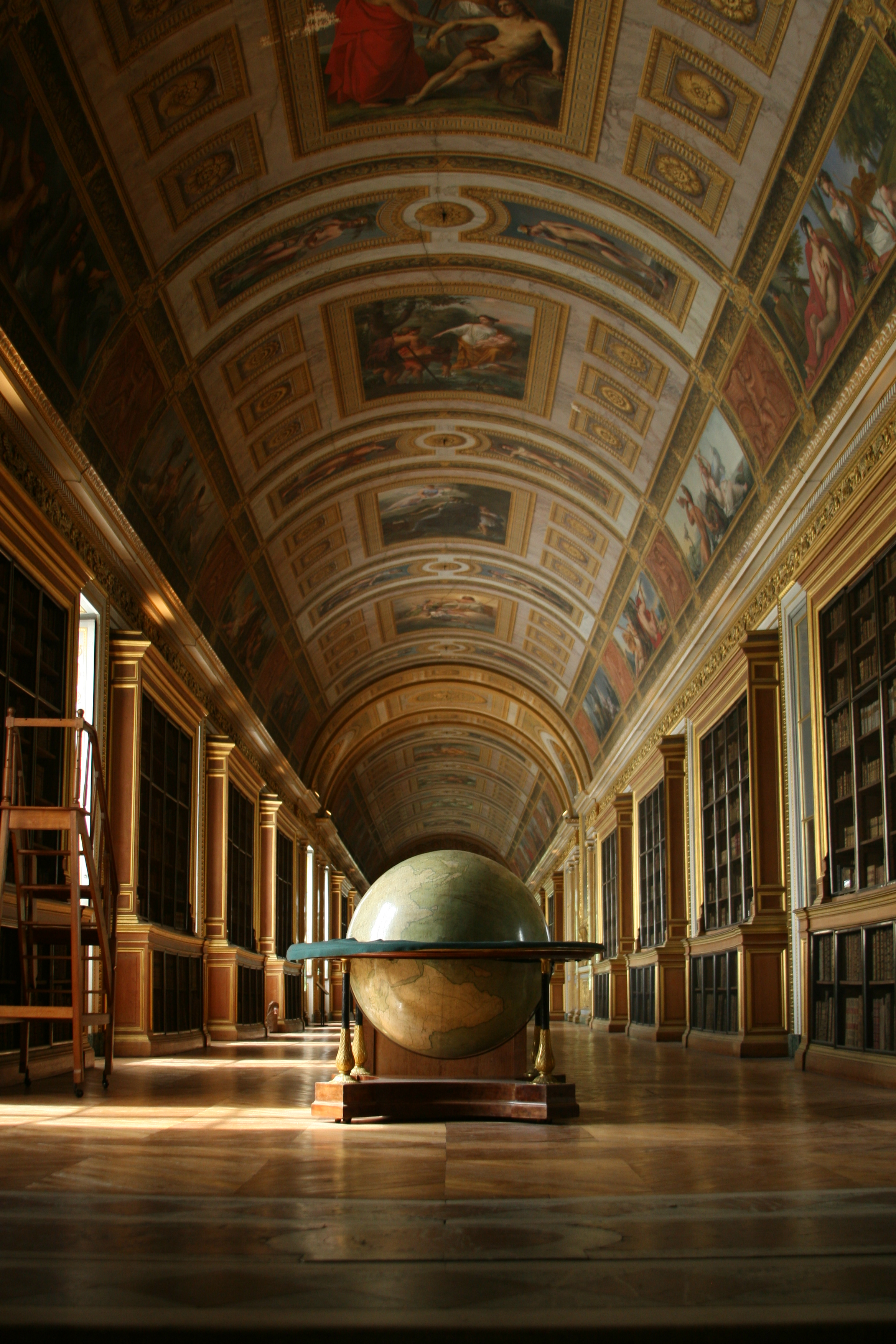
Королівська бібліотека в Фонтенбло